# بني حسين الأشراف
بني حسين الاشراف ، أو بنو الحسين الاشراف، قبيلة هاشمية قرشية يرجع نسبها الى الحسين بن علي  ، من بني هاشم من قريش ، وقد كانت مساكنهم مابين مكة والمدينة إلى أن استقرّ أكثرهم في مدينة الرسول ﷺ ، وحكموها في إمارة آل مهنا لمدة تتجاوز 550 عام ، وهم اليوم لهم حلف مع قبيلة الظفير و العصمه من عتيبه 
و حرب و أسر متحضره و البعض لم يحالف 
يتكون بنو حسين من الفروع التالية:
الزبارى (وفيهم رئاسه بنو حسين)
الحذيفات
العمور، ومنهم آل نوفل امراء فيصة السر في نجد.
الودمة
اليحيا
الرزقة  
الهلال
الجعافرة
النعير
الزيود
الحِبشي ( وقد كانت فيهم رئاسة بني حسين ، وهم منقطعون اليوم )
العرفات
الطفيل
ال مغير 
ال نوفل
ال سويري